# Akiko Itoyama
Akiko Itoyama (絲山 秋子, Itoyama Akiko, née dans l'arrondissement de  Setagaya à Tokyo le 22 novembre 1966, actuellement installée à Takasaki dans la préfecture de Gunma) est une romancière japonaise, lauréate de la 134e édition du prix Akutagawa.

## Biographie
Après l'obtention du diplôme de l'école secondaire de Shinjuku et de la faculté de sciences politiques et d'économie de l'université Waseda, elle travaille comme vendeuse pour une grande entreprise d'équipement des ménages et, comme cela est courant dans la vie des entreprises japonaises, elle est transférée à plusieurs reprises dans diverses localités. Le traitement de sa psychose cyclique la mène à l'écriture.
Ses œuvres, qui mettent l'accent sur les relations humaines, ont été nommés et ont reçu des prix littéraires. Elle a été récipiendaire du 96e prix Bungakukai des nouveaux visages et candidat pour le 129e prix Akutagawa pour son premier ouvrage, It's Only Talk (adapté au cinéma par Ryūichi Hiroki), en 2003.
Après trois nominations consécutives, elle remporte finalement le prix Akutagawa en janvier 2006 pour J'attendrai au large.
Elle a été saluée pour sa capacité à décrire des décors provinciaux et à représenter des accents et dialectes régionaux, ce qui reflète l'image des personnages, même si elle a grandi à Tokyo. Elle explique qu'elle a appris au cours de ses déplacements professionnels répétés dans tout le Japon.

## Liste des œuvres traduites en français
- 2006 : Le Jour de la gratitude au travail (勤労感謝の日), suivi de J'attendrai au large (沖で待つ), deux nouvelles traduites par Marie-Noëlle Shinkay-Ouvray, Editions Philippe Picquier, 2008 ; Picquier poche, 2010.

## Source et lien externe
- La Littérature Japonaise - Itoyama Akiko

## Source de la traduction
- (en) Cet article est partiellement ou en totalité issu de l’article de Wikipédia en anglais intitulé « Akiko Itoyama » (voir la liste des auteurs).